# Jean Bart (Schiff, 1793)
Die Jean Bart war eine Korvette der französischen (1793–1795) und später britischen Marine (1795–1796).

## Geschichte
Die spätere Jean Bart wurde im April 1793 auf einer Werft im bretonischen Saint-Malo auf Kiel gelegt. Der Stapellauf erfolgte im Oktober und die Indienststellung im Dezember desselben Jahres.
Nach Indienststellung diente das Schiff im Ärmelkanal, in der Nordsee und im Atlantik, wobei es bis nach New York segelte. Im Mai 1795 sollte es in Installée umbenannt werden, aber am 29. März 1795 wurde sie von den britischen Fregatten HMS Cerberus (1794, 32 Kanonen) und HMS Santa Margarita (1779, 36 Kanonen) im Ärmelkanal aufgebracht dann als Sloop mit 16 Kanonen unter dem Namen HMS Arab in die Royal Navy übernommen. Ihre Laufbahn in der britischen Marine dauerte jedoch nicht lange, denn sie erlitt bereits am 10. Juni 1796 bei den Glénan-Inseln Schiffbruch.

## Technische Beschreibung
Die Jean Bart war als Batterieschiff mit einem durchgehenden Geschützdeck konzipiert und hatte eine Länge auf diesem von 27,47 Metern (Geschützdeck), eine Breite von 8,85 Meter und einen Tiefgang von 3,35 Metern und verfügte in britischen Diensten über eine Besatzungsstärke von 100 Mann. Sie war ein Rahsegler mit drei Masten (Fockmast, Großmast und Kreuzmast). Die Bewaffnung bestand bei Indienststellung aus achtzehn 6-Pfünder-Kanonen.